# Фрідріх (князь Вальдек-Пірмонту)
Фрідріх Адольф Герман (нім. Friedrich Adolf Hermann), (нар. 20 січня 1865 — пом. 26 травня 1946) — останній князь Вальдек-Пірмонту у 1893—1918 роках, син попереднього князя Вальдек-Пірмонту Георга Віктора та принцеси Нассау Олени. Генерал кінноти прусської армії. Учасник Першої світової війни. Кавалер орденів.
Єдиний з німецьких князів, що не підписав зречення в ході Листопадової революції, через що отримав від Філіпа Шайдемана прізвисько Фрідріх Непокірливий.13 листопада 1918 року був відсторонений від влади представниками Кассельських робочих та військових рад. Продовжував жити в Арользенському замку до самої смерті у 1946 році. Також мав маєток Ейльхаузен як домен.

## Біографія

### Дитинство та юність
Народився 20 січня 1865 року в Арользені. Був шостою дитиною та єдиним сином в родині князя Вальдек-Пірмонту Георга Віктора та його першої дружини Олени Нассауської. Мав старших сестер Софію Ніколіну, Пауліну, Марію, Емму та Олену. Згодом сімейство поповнилося молодшою донькою Єлизаветою.

Пірмонтський замок

Офіційною резиденцією був Арользенський замок. Літо проводили у замку Пірмонту.
В Арользені часто гостювали родичі, у тому числі, принцеса Аліса Олбані, яка описала подробиці перебування у Вальдеку в своїх мемуарах. Матір займалася благодійністю та була прикладом доброї християнки, однак в кінці життя набула інвалідність і майже не покидала ліжко. Її не стало у жовтні 1888 року. Батько за три роки одружився вдруге із принцесою Луїзою Глюксбурзькою, від якої у нього народився син Вольрад.
Фрідріх вивчав право в університетах Геттінгена та Лейпціга. У 1884 році став членом студентського братства «Корпус Бременсія» (нім. Corps Bremensia).

### Князь Вальдек-Пірмонту
Навесні 1893 року став князем Вальдек-Пірмонту. Його змальовували як високого величного джентльмена, неупередженого, розсудливого та дотепного.
У віці 30 років узяв за дружину 22-річну принцесу Шаумбург-Ліппе Батільду. Весілля відбулося 9 серпня 1895 в Наході. У подружжя народилося четверо дітей. У 1899 році Арользен відвідав кайзер Вільгельм II з приводу встановлення пам'ятника імператору Вільгельму I. У 1908 році у Пірмонті був заснований краєзнавчий музей, а само містечко від 1914 року почало йменуватися Бад-Пірмонт.
Фрідріх брав участь у Першій світовій війні як генерал кінноти прусської армії. Його молодший брат Вольрад загинув на фронті у Західній Фландрії у жовтні 1914 року.

### Подальші роки
13 листопада 1918 року князь був відсторонений від влади представниками Кассельських робочих та військових рад, однак зречення не підписав. Було проголошено створення Вільної держави Вальдек. У березні 1919 року відбулися вибори до Конституційного Земельного представництва, проте конституція так і не була прийнята. У 1922 році від регіону був відділений район Пірмонт і переданий Пруссії. У 1929 році Вільна держава Вальдек увійшла до складу Пруссії.
Фрідріх після втрати трону проживав у родовому замку, займаючись сільським господарством. Згідно з угодою з ландтагом Вільної держави Вальдек, у 1920 році його проживання в Арользенському замку було оформлене як узуфрукт. Також князь отримав у своє володіння Арользенський ліс та домен Хюнігхайзен, який згодом поміняв на Ейльхаузен. У його віданні залишався і замок Шаумбург на південь від Бальдуйнштайна.
Підтримував зв'язки з родичами і був присутній при кончині королеви Емми у 1934 році. На відміну від старшого сина Йозії, не поділяв погляди нацистів.
Пережив Другу світову війну і помер в Арользені 26 травня 1946 року. Похований на цвинтарі в Родені.

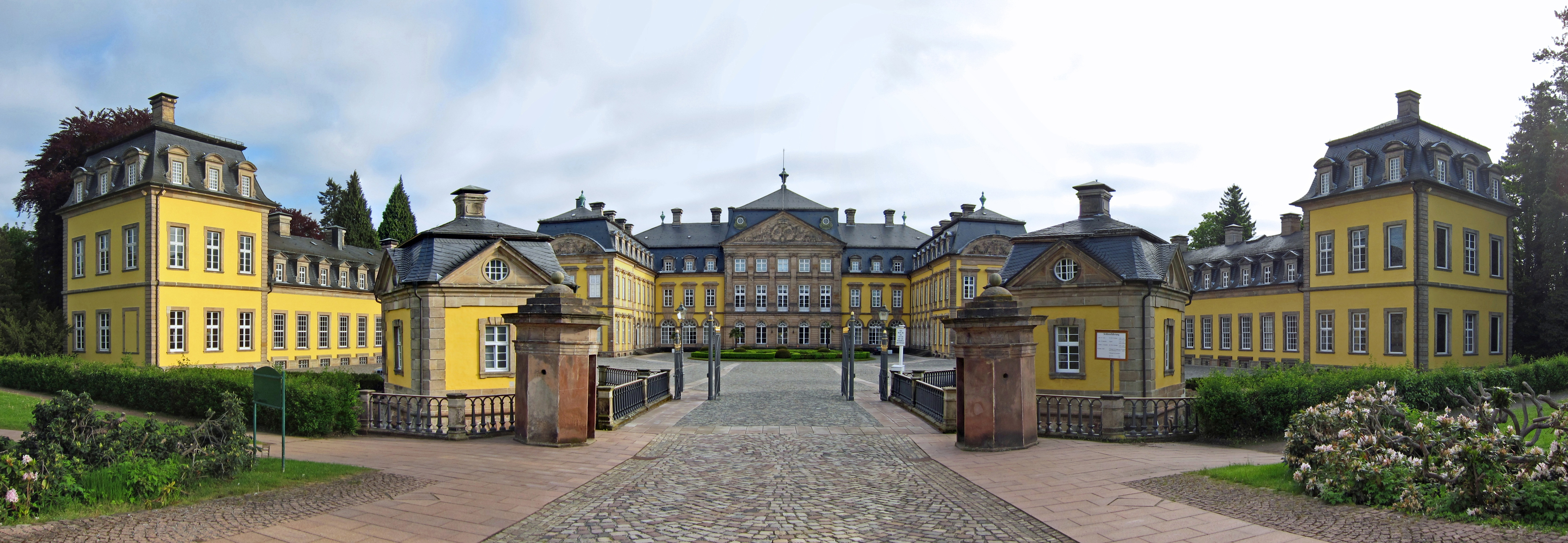
Арользенський замок

## Родина

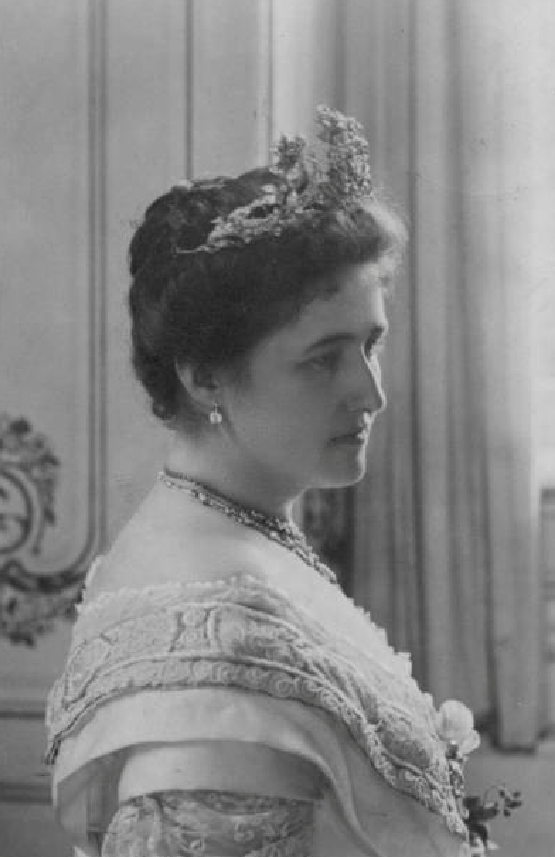
Світлина дружини близько 1910 року

Дружина —  Батільда Шаумбург-Ліппська
Діти:
- Йозіас (1896—1967) — титулярний князь Вальдек-Пірмонту у 1946—1967 роках, один із вищих офицерів СС, був пошлюблений з принцесою Альтбургою Ольденбурзькою, мав п'ятеро дітей;
- Максиміліан (1898—1981) — був одружений із графинею Густавою Галлермунд, мав четверо дітей;
- Олена (1899—1948) — була пошлюблена із Ніколаусом Ольденбурзьким, мала дев'ятеро дітей;
- Георг Вільгельм (1902—1971) — був пошлюблений з графинею Інгеборгою Геллермунд, мав шестеро дітей.

## Нагороди
- Орден Серафимів (Швеція) (18 вересня 1897);
- Орден Чорного орла (Прусське королівство);
- Великий хрест ордену Лазні (Британська імперія) (1904);
- Великий хрест ордену Корони Румунії (Румунське королівство).